# 泰國肝吸蟲
泰國肝吸蟲（學名：Opisthorchis viverrini），又稱“香貓肝吸蟲”，是一種可寄生在肉食性動物膽管的吸蟲，其生活史與中華肝吸蟲極為相似，以膽汁為食，可造成肝、膽病變，主要分布在泰北、寮國一帶，當地約有八、九成鄉村人口以及一半的城市人口受到感染，估計約有九百萬人受到影響。

## 形態

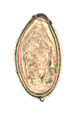
蟲卵

成蟲尺寸介於長5至10毫米、寬1至2毫米的範圍，體型狹長而扁平，蟲體一端具有口吸盤，其腸管自此延蟲體兩側分叉延伸至尾端，在前端約五分之一界線處，另有一個與口吸盤約略等大的腹吸盤。此外泰國肝吸蟲雌雄同體，一對睪丸呈現圓形花瓣狀是此寄生蟲的特色，分布在口吸盤的另一端，並佔蟲體後端三分之一的區域，卵巢則位於中後段三分之一線上，子宮則在中段盤繞，佔全長約三分之一，兩旁可見網點狀的卵黃腺。

## 生活史
泰國肝吸蟲的生活史與中華肝吸蟲相似，蟲卵必須在淡水螺中孵化，經過四個發育階段後離開螺體，並尋找鯉科的淡水魚作為第二中間宿主，在魚鱗、皮膚、肌肉組織發育後，透過其他動物生吃、未完全熟食這些魚，幼蟲可在食用者體內脫去外囊，經過四週發育成蟲，可在宿主體內活上40年之久，每日約產下1000至2500顆卵，可隨膽汁一同進入消化道，最後隨糞便排出，是診斷的重要依據。

## 臨床表現
多數感染者不產生症狀，或是僅有如消化不良（dyspepsia）、腹痛、腹瀉、或便秘的症狀輕微；但長期下來，會發展成較為劇烈的感染症，像是肝腫大（hepatomegaly）或出現膽管炎（cholangitis）、肉芽腫性膽囊炎（cholecystitis）、甚至引發膽囊上皮細胞癌（chlolangiocarcinoma），嚴重時甚可致命。

## 診斷和治療
診斷時主要依據光學顯微鏡對排泄物中的蟲卵鑑定，但是泰國肝吸蟲蟲卵亦與中華肝吸蟲相似，因此顯微鏡下不易區分，因此可透過問診比對盛行區域，或進一步使用PCR、ELISA等技術做進一步分析，由於病理機制相似，使用的藥物也是吡喹酮，因此無法確認物種時，仍可以相同的方式治療。

## 外部連結
- 寄生蟲學-Nematoda(線蟲)-Opisthorchis viverrini(泰國肝吸蟲) （页面存档备份，存于）